# Janusz Wituch
Janusz Wituch (ur. 13 listopada 1968 w Tomaszowie Mazowieckim) – polski aktor, głównie dubbingowy, bardzo rzadko występujący przed kamerami. Ma również na swoim koncie kilka ról teatralnych.
Był uczniem IV LO im. Hanki Sawickiej w Dęblinie (klasa o profilu biologiczno-chemicznym). Jest absolwentem PWST w Warszawie (1991).

## Teatr
- 1991:
  - „Szewcy” S.I. Witkiewicza, reż. Maciej Prus, Teatr Dramatyczny, Warszawa jako Czeladnik II
  - „Metamorfozy” według Owidusza, reż. Michael Hackett, Teatr Dramatyczny, Warszawa jako Itys, Merkury
- 1993:
  - „Kordian” Juliusza Słowackiego, reż. Maciej Prus, Teatr Dramatyczny, Warszawa jako Kordian
  - „Upadłe anioły”, scenariusz i reż. Michael Hackett, Teatr Dramatyczny, Warszawa jako chłopiec
- 1994:
  - „Człowiek z La Manchy” Mitcha Leigh, reż. Jerzy Gruza, Teatr Dramatyczny, Warszawa jako Jose
  - „Szaleństwo Jerzego III” Alana Bennetta, reż. Filip Bajon, Teatr Dramatyczny, Warszawa jako Paź, Fortnum
  - „Historya o...” Mikołaja z Wilkowiecka, reż. Piotr Cieślak, Teatr Dramatyczny, Warszawa jako Gimnazjalista, Uczeń
- 1996: „Jak wam się podoba” Williama Shakespeare’a, reż. Piotr Cieślak, Teatr Dramatyczny, Warszawa jako Ambroży Ambaras
- 1997: „Poskromienie złośnicy” Williama Shakespeare’a, reż. Krzysztof Warlikowski, Teatr Dramatyczny, Warszawa jako Grumio, Bartek
- 1999:
  - „Powrót Odysa” Stanisława Wyspiańskiego, reż. Krystian Lupa, Teatr Dramatyczny, Warszawa jako Arnaios
  - „Opera żebracza” Vaclava Havla, reż. Piotr Cieślak, Teatr Dramatyczny, Warszawa jako Mat
  - „Biblia (w nieco skróconej wersji)” A. Longa, R. Martina, A. Tichenora, reż. Arkadiusz Jakubik, Teatr Komedia, Warszawa
- 2000:
  - „O ministrze, który przysięgi...” Bhasy, reż. Piotr Cieślak, Teatr Dramatyczny, Warszawa jako Salaka; Badarajana
  - „Wszystko dobre, co się dobrze kończy” Williama Shakespeare’a, reż. Piotr Cieślak, Teatr Dramatyczny, Warszawa jako generał
- 2003: „Dobry wieczór kawalerski” Doroty Truskolaskiej, reż. Jerzy Bończak, Teatr Mały, Warszawa (premiera) jako Kukuł

## Teatr telewizji
- 1992: „Śniadanie u Desdemony” jako Szymon
- 1997: „Człowiek, który był Czwartkiem” jako Wtorek
- 1999: „Bal stulecia” jako Bosy
- 2005: „Poskromienie złośnicy” jako Bartek i Grumio

## Filmografia
- 1999: Badziewiakowie – członek ekipy remontowej
- 2002: Motór – Antek
- 2003: Psie serce – Pies
- 2005: Anioł stróż – Gacek
- 2007: U Pana Boga w ogródku – Jan Maj
- 2007: U Pana Boga w ogródku (serial TV) – Jan Maj (odc. 3, 5, 8)

## Polski dubbing
- 2023: Spider-Man: Poprzez multiwersum – Spider-Man z 1967 roku
- 2021: Arcane – Heimendinger
- 2018: Spider-Man Uniwersum – Spider-Man z 1967 roku
- 2018: Wodnikowe Wzgórze
- 2016: X-Men: Apocalypse –
  - Aktor w telewizji,
  - Głos w wiadomościach
- 2014: Niesamowity Spider-Man 2 – Richard Parker
- 2013: Violetta – Lisandro Ramallo
- 2013: Legendy Chima – Lavertus
- 2013: Sly Cooper: Złodzieje w czasie – Bizon
- 2012-2013: Wodnikowe Wzgórze – Firlet
- 2012: Koszykarze – El Juez
- 2012: Dino mama
- 2012: Niesamowity Spider-Man –
  - Richard Parker,
  - Rudy
- 2011: My Little Pony: Przyjaźń to magia –
  - Wąsaty Wąż (odc. 2),
  - Komentator zawodów w lataniu w Cloudsdale (odc. 16),
  - Rover – lider Psów na diamenty (odc. 19),
  - Szeryf Srebrna Gwiazda (odc. 21),
  - Fancypants, celebryta z Canterlotu (odc. 35)
- 2011: Przyjaciele z Kieszonkowa
- 2011: Gwiezdne wojny: część VI – Powrót Jedi
- 2011: Hop – Pan Królicki
- 2011: Rango – Spoons/Elbows/Kinsky
- 2011: Scooby Doo i Brygada Detektywów – Pan E
- 2011: Cziłała z Beverly Hills 2
- 2011: Kod Lyoko – William Dunbar
- 2011: Koszmarny Karolek – Wymokły Wiluś
- 2011: Wiedźmin 2: Zabójcy królów –
  - Vencel Pugg,
  - Kupiec,
  - Farid,
  - Dalum
- 2011: Niesamowity świat Gumballa – Bobert
- 2010: Zakochany wilczek
- 2010: Safari 3D
- 2010: Connor Heath: Szpieg stażysta – prezydent Calicos
- 2010: Shrek Forever
- 2010: Big Time Rush – Arthur Griffin
- 2010: Czarodziejka Lili: Smok i magiczna księga – Alfred
- 2010: Szczypta magii – Gregor
- 2010: Harry Potter i Insygnia Śmierci, Część 1 –
  - Reginald Cattermole,
  - Gryfek
- 2010: Więźniowie wyobraźni
- 2010: Jak wytresować smoka
- 2010: Nasza niania jest agentem
- 2010: Percy Jackson i bogowie olimpijscy: Złodziej pioruna – Gabe
- 2010: Mass Effect 2 – Veetor’Nara
- 2009: Dragon Age: Początek
- 2009: Astro Boy – Orrin
- 2009: Podniebny pościg
- 2009: Hannah Montana: Film
- 2009: Tajemnica Rajskiego Wzgórza
- 2009: Koralina i tajemnicze drzwi
- 2009: Hotel dla psów
- 2008: Batman: Odważni i bezwzględni –
  - Craddock / Gentleman Ghost,
  - Babyface
- 2008: Niezwykłe przypadki Flapjacka
- 2008: Dzielny Despero
- 2008: Nie ma to jak statek – Kirby Moris (odc. 6)
- 2008: Świat Questa – Quest
- 2008: Scooby Doo i król goblinów – śpiew piosenek
- 2008: Sezon na misia 2 – Fifi
- 2008: Cziłała z Beverly Hills – Rafa
- 2008: Mów mi Dave
- 2008: Małpy w kosmosie – Kosmici i spółka
- 2008: Kroniki Spiderwick – manager
- 2008: Kung Fu Panda
- 2008: Asterix na olimpiadzie
- 2008: Wiedźmin: Efekt uboczny – Kędziorek
- 2007: Pokémon: Wymiar Walki –
  - pan Contesta,
  - Ekspert kamieniarz (odc. 5),
  - ojciec Leony
- 2007: Lucky Luke na Dzikim Zachodzie – Policjant
- 2007: Wiedźmin – Lambert
- 2007: George prosto z drzewa –
  - Wielki Mieciu (odc. 2b, 4b, 17b),
  - Doktor Scott (odc. 9b),
  - Ryjówka (odc. 10a),
  - Żuk gnojarek (odc. 10b),
  - Edek (odc. 11b),
  - Król Warzywek (odc. 12a),
  - Trupas (odc. 18a),
  - Psztryczek George’a (odc. 22b),
  - Mikołaj (odc. 23a),
  - Kozioł minionych świąt (odc. 23b),
  - Edward Szaluny (odc. 25-26),
  - różne głosy
- 2007: Chop Socky Chooks: Kung Fu Kurczaki
- 2007: ICarly –
  - Pułkownik Morgan (odc. 11),
  - Mr. Wimbley (odc. 12),
  - Harry Joyner (odc. 14),
  - Lektor w filmie Spencera (odc. 15),
  - Właściciel Stacji TVS (odc. 23),
  - Wiceprzewodniczący IWeb a World’s (odc. 30),
  - Król Trefl (odc. 34),
  - Lektor Filmowy (odc. 35,69),
  - Prawnik (odc. 36),
  - Dziennikarz (odc. 38),
  - Kelner (odc. 39),
  - Dostawca Poduszek (odc. 40),
  - Mr. Stern (odc. 41),
  - Policjant FBI (odc. 42),
  - Sprawozdawca (odc. 49),
  - Rick (odc. 53),
  - Prowadzący teleturniej (odc. 58),
  - Lektor filmu iCarly (odc. 59),
  - Nauczyciel (odc. 60),
  - Instruktor (odc. 63),
  - Ubezpieczyciel (odc. 71)
- 2007: Tommy Zoom –
  - Daniel,
  - Smog
- 2007: Fineasz i Ferb
- 2007: Baranek Shaun – narrator (Druga TeleTOON+)
- 2007: W pułapce czasu
- 2007: Don Chichot
- 2007: Ben 10: Tajemnica Omnitrixa –
  - Azmuth,
  - Szara Materia,
  - Szybcior
- 2007: Chowder – Gazpacho
- 2007: Koń wodny: Legenda głębin
- 2007: Pada Shrek – Jedna z myszy
- 2007: Złoty kompas
- 2007: Mroczne przygody Klanu na drzewie – Irwin
- 2007: Scooby Doo i śnieżny stwór – Chłop, Pilot, Lama drugi
- 2006–2008: Kappa Mikey
- 2006–2008: Chaotic – Klay
- 2006: Pokémon: Diament i Perła –
  - Profesor Oak,
  - Cheeves (odc. 2),
  - Pan Contesta (odc. 11-12, 27),
  - Chatot (odc. 33),
  - Lucian (odc. 35),
  - Cal (odc. 42),
  - jeden z komentatorów (odc. 43),
  - Sędzia (odc. 43, 49),
  - jeden z pomocników Łowczyni J (niektóre sceny odc. 45)
- 2006: Finley, wóz strażacki – Gorby
- 2006: Hannah Montana
- 2006: Krowy na wypasie
- 2006: Storm Hawks – m.in. Ayrgyn
- 2006: Kacper: Szkoła postrachu – Dash
- 2006: Pomocnik św. Mikołaja – Rufus
- 2006: Wyspa dinozaura – Doktor Wredman
- 2006: Fantastyczna Czwórka –
  - Hank Pym (odc. 6),
  - Terminus (odc. 26)
- 2006: H2O – wystarczy kropla –
  - Dostawca chleba (odc. 15),
  - Profesor Gorman (odc. 17),
  - George Chan (odc. 22),
  - Sprzedawca u jubilera (odc. 23)
  - różne głosy
- 2006: Heroes of Might and Magic V –
  - Gilraen,
  - Stephan,
  - Sir Thomas,
  - Kapłan
- 2006: Noc w muzeum
- 2006: Kudłaty i Scooby Doo na tropie – Docent Trebla
- 2006: Wiewiórek –
  - Arek,
  - Borys Finkster,
  - Słodki Dyziu
- 2006: Sposób na rekina
- 2006: Skok przez płot
- 2006: Wpuszczony w kanał – Zabawka żołnierzyk
- 2006: Nowa szkoła króla
- 2006: Yin Yang Yo! –
  - Dave,
  - Roger (odc. 27),
  - Jobeaux (odc. 33),
  - Zła Stopa,
  - G.P. (Frded) (odc. 39),
  - Ojciec Małżomiła (odc. 45),
  - Maskonur (odc. 34),
  - różne głosy
- 2006: Ōban Star Racers – Prezydent
- 2006: Galactik Football – D’Jok
- 2006: Tom i Jerry: Piraci i Kudłaci
- 2005–2008: Ben 10 –
  - Szybcior,
  - Mucha,
  - Szara Materia,
  - Mały Czteroręki (odc. 42),
  - Jeden ze zbirów (odc. 45),
  - Dzikie Pnącze (IV seria)
- 2005–2008: Johnny Test –
  - Doktor Breja (odc. 25a),
  - Prezenter telewizyjny (odc. 25b),
  - różne głosy
- 2005–2008: Mój partner z sali gimnastycznej jest małpą –
  - Henio Pancernik,
  - Tom E. Tamarin
- 2005–2007: Podwójne życie Jagody Lee
- 2005–2007: A.T.O.M. Alpha Teens On Machines –
  - Janus Lee,
  - naukowiec#2 (odc. 2),
  - Dragon (odc. 8),
  - Skalpel (odc. 19),
  - mężczyzna wyśmiewający Hawka (odc. 28),
  - strażnik parku (odc. 33),
  - strażnik w więzieniu#2 (odc. 34),
  - jeden z więźniów (odc. 34),
  - Flesh (odc. 35),
  - D-Zel (odc. 37),
  - Sebastian Manning (odc. 38, 44-45, 50),
  - Doktor Logan (odc. 39),
  - jeden z braci Lioness (odc. 40)
- 2005: Tom Clancy’s Splinter Cell: Chaos Theory – William Redding
- 2005: Strażackie opowieści – Hol
- 2005: Porażki Króla Artura –
  - Will (odc. 1, 3),
  - sir Marcin (odc. 2),
  - Artysta malarz (odc. 3),
  - Wieśniak (odc. 14)
- 2005: Transformerzy: Cybertron –
  - Ransack,
  - Soundwave
- 2005: Robotboy – Protoboy
- 2005: Wallace i Gromit: Klątwa królika
- 2005: King Kong: Władca Atlantydy
- 2005: Czerwony Kapturek – prawdziwa historia
- 2005: Rekin i Lava: Przygoda w 3D
- 2005: Szeregowiec Dolot
- 2005: Czerwony traktorek
- 2005: Opowieści z Narnii: Lew, czarownica i stara szafa
- 2005: Batman kontra Drakula
- 2005: Madagaskar – policjant na koniu
- 2005: Pingwiny z Madagaskaru: Misja świąteczna – Portier
- 2005: Fantastyczna Czwórka – lekarz Sue
- 2005: Roboty
- 2005: Garbi: super bryka
- 2005: Harcerz Lazlo – Drużynowy Lumpus
- 2005: B-Daman –
  - Gray,
  - Cain (odc. 19)
- 2004: Świątynia pierwotnego zła –
  - Kupiec z karawany,
  - Burmistrz Greyhawk
- 2004–2008: Batman –
  - Pingwin,
  - Arnold Wesker
- 2004–2008: Drake i Josh
- 2004–2007: Danny Phantom – Technus
- 2004–2006: Liga Sprawiedliwych bez granic –
  - B’wana Beast (odc. 6),
  - Sir Justin (odc. 33)
- 2003–2007: Wojownicze Żółwie Ninja –
  - genarał Blanque (odc. 27-31, 58-59),
  - jeden z Triceratonów (odc. 29, 31, 55-56, 58),
  - głos alarmu (odc. 29),
  - Fists (odc. 30),
  - pan Mortu (odc. 32-35, 77-78),
  - chłopiec w serialu (odc. 37),
  - Nano (odc. 37),
  - Łasica (odc. 40),
  - reporter TV (odc. 40, 54, 57),
  - podwładny Karai (odc. 41),
  - ninja, podwładny Karai (odc. 42),
  - Chudy (odc. 44),
  - Szybki Zippy (odc. 48),
  - Miyamoto Usagi (odc. 49-53, 74-75),
  - Spike, jeden z Purpurowych Smoków (odc. 53),
  - Srebrny Strażnik (odc. 53, 55),
  - jeden ze światowych przywódców (odc. 54),
  - agent z patrolu 348 (odc. 54, 56),
  - triceratoński reporter (odc. 55),
  - Pionek (odc. 57),
  - jeden z żołnierzy (odc. 58),
  - pan Wal (odc. 60, 63),
  - pan Marlin (odc. 61),
  - Skonk (odc. 62),
  - złodziej #2 (odc. 63),
  - Ruffington (odc. 63),
  - dziennikarz (odc. 64),
  - doktor Chaplin (odc. 64, 67, 70, 77-78),
  - jeden z łobuzów (odc. 65),
  - Ryan (odc. 66),
  - przywódca Mrocznych Rycerzy (odc. 69),
  - Drako (odc. 69, 71-75),
  - młody syn Daimyo (odc. 75)
- 2002–2005: Mucha Lucha – 
  - Pchła
- 2002: Władca Pierścieni – 
  - Elrond,
  - Upiory Pierścienia,
  - Déagol,
  - Grishnákh,
  - jeden z ludzi w karczmie
- 2001: Heroes of Might and Magic III: The Shadow of Death –
  - Gelu,
  - Trener Gelu
- 2000–2002: Owca w Wielkim Mieście – 
  - Narrator,
  - Wielki Szkot
- 1999: Ed, Edd i Eddy – Eddy
- 1998: Kotopies – Winslow
- 1998: Teknoman – Louis